# Węgorzewo (stacja kolejowa)
Węgorzewo – nieczynna stacja kolejowa w Węgorzewie, w województwie warmińsko-mazurskim, w Polsce. W l. 2017-2018 używana była do sezonowego ruchu turystycznego prowadzonego przez SKPL Cargo sp. z o. o.
Na stacji znajduje się wieża ciśnień z 1912, służąca do zapewnienia stabilnego ciśnienia w wodociągu kompleksu kolejowego w Węgorzewie. Obiekt mierzy 35 m² w podstawie i 15 m wysokości. Wewnątrz budynku, na drugim piętrze znajduje się stalowy zbiornik typu Intze, współcześnie nieużytkowany.
W budynku dworca znajduje się Muzeum Tradycji Kolejowej, które zawiera eksponaty związane z historią kolei na terenie województwa warmińsko-mazurskiego.